# フランシス・チャータリス＝ウィームズ＝ダグラス (第6代ウィームズ伯爵)
第6代ウィームズ伯爵および第4代マーチ伯爵フランシス・チャータリス＝ウィームズ＝ダグラス（英語: Francis Charteris-Wemyss-Douglas, 6th Earl of Wemyss and 4th Earl of March FRSE、出生名フランシス・チャータリス（Francis Charteris）、1772年4月15日 – 1853年6月28日）は、スコットランド出身の貴族、軍人。1808年に祖父と父が死去するとウィームズ伯爵を自称し、1826年にエルホー卿デイヴィッド・ウィームズの私権剥奪が解除されるとウィームズ伯爵位を正式に継承した。

## 生涯
エルホー卿フランシス・チャータリス（1749年1月31日 – 1808年1月20日、フランシス・チャータリスの息子）とスーザン（Susan、旧姓ケック（Keck）、1746年ごろ – 1835年2月25日、アンソニー・ケックの娘）の息子として、1772年4月15日に生まれた。1780年から1787年までイートン・カレッジで教育を受けた。
1793年、エディンバラ・ハイランド協会に加入した。
1793年6月22日、第4代ゴードン公爵アレクサンダー・ゴードン率いるノーザン・フェンシブルス（Northern Fencibles、フランス革命戦争における本土防衛部隊の1つ）に中尉として入隊した。1795年11月28日、大尉に昇進した。また、1793年から1797年まで母方の親族にあたるアダム・ゴードン卿のエー＝ド＝カン（副官）を務めた。
1801年1月20日に父が死去すると、エルホー卿の儀礼称号を使用し、同年8月24日に父方の祖父が死去するとウィームズ伯爵の称号を自称した。祖父の兄で6代ウィームズ伯爵となるはずだったエルホー卿デイヴィッド・ウィームズが1745年ジャコバイト蜂起に参加して1746年に私権剥奪されたため、ウィームズ伯爵位は剥奪された扱いになり、正式な継承ができないためだった。
1810年12月23日に遠戚にあたる第4代クイーンズベリー公爵ウィリアム・ダグラスが死去すると、スコットランド貴族のマーチ伯爵位とニードパス城を含むピーブルスシャーにおける広大な領地を継承した。これらの継承に伴い姓をチャータリス＝ウィームズ＝ダグラス（Charteris-Wemyss-Douglas）に改めた。
1817年1月27日、エディンバラ王立協会フェローに選出された。
1821年1月10日から1853年6月28日までピーブルスシャー統監を務めた。また、1823年7月22日、イースト・ロジアン副統監の1人に任命された。
1821年戴冠式記念叙勲において、7月17日に連合王国貴族であるファイフ州におけるウィームズのウィームズ男爵に叙された。その後、1826年5月26日の議会立法によりエルホー卿デイヴィッド・ウィームズの私権剥奪が解除されると、チャータリス＝ウィームズ＝ダグラスは正式に第6代ウィームズ伯爵となった。
1853年6月28日にゴスフォード・ハウスで死去、息子フランシスが爵位を継承した。

## 家族
1794年8月31日、エディンバラでマーガレット・キャンベル（Margaret Campbell、1850年1月25日没、ウォルター・キャンベルの娘）と結婚、2男8女をもうけた。
- フランシス（1795年8月14日 – 1883年1月1日） - 第7代ウィームズ伯爵、第5代マーチ伯爵
- イリーナ（Eleanor、1796年7月7日 – 1832年9月16日） - 1820年1月14日、ウォルター・フレデリック・キャンベル（英語版）と結婚、子供あり[9]
- ウォルター（1797年5月26日 – 1818年8月8日）
- スーザン（1799年3月11日 – ?）
- マーガレット（1800年2月8日 – 1825年10月22日） - 1824年12月、ジョン・ワイルドマン（John Wildman）と結婚
- キャサリン（Katharine、1801年8月20日 – 1844年1月4日） - 1824年12月20日、第8代グロビーのグレイ男爵ジョージ・グレイと結婚、子供あり
- シャーロット（1806年8月20日 – 1886年3月3日） - 1825年9月7日、アンドルー・フレッチャー（Andrew Fletcher、1879年4月9日没）と結婚、子供あり
- ルイーザ・アントイネッタ（Louisa Antoinetta、1845年7月2日没） - 1832年8月14日、ウィリアム・フォーブス（英語版）と結婚、子供あり
- ハリエット（1858年5月30日没） - 1829年9月3日、第5代準男爵サー・ジョージ・グラント＝サッティーと結婚、子供あり
- ジェーン（1897年8月26日没） - 1858年10月30日、フィリップ・ダンダス（Philip Dundas、1870年12月15日没）と結婚